# Norsko na Zimních olympijských hrách 1992
Norsko na Zimních olympijských hrách 1992 v Albertville reprezentovalo 80 sportovců, z toho 61 mužů a 19 žen. Nejmladším účastníkem byl Lasse Ottesen (17 let, 307 dní), nejstarším pak Jim Marthinsen (35 let, 299 dní). Reprezentanti vybojovali 20 medailí, z toho 9 zlatých 6 stříbrných a 5 bronzových.

## Medailisté
| Medaile | Jméno                                                              | Sport                | Disciplína                            |
| ------- | ------------------------------------------------------------------ | -------------------- | ------------------------------------- |
| Zlato   | Kjetil André Aamodt                                                | Alpské lyžování      | Muži super-G                          |
| Zlato   | Finn Christian Jagge                                               | Alpské lyžování      | Muži slalom                           |
| Zlato   | Vegard Ulvang                                                      | Běh na lyžích        | Muži 10 km (klasicky)                 |
| Zlato   | Bjørn Dæhlie                                                       | Běh na lyžích        | Muži 15 km stíhací závod (volný styl) |
| Zlato   | Vegard Ulvang                                                      | Běh na lyžích        | Muži 30 km (klasicky)                 |
| Zlato   | Bjørn Dæhlie                                                       | Běh na lyžích        | Muži 50 km (volný styl)               |
| Zlato   | Terje Langli Vegard Ulvang Kristen Skjeldal Bjørn Dæhlie           | Běh na lyžích        | Muži štafeta 4 x 10 km - muži         |
| Zlato   | Johann Olav Koss                                                   | Rychlobruslení       | Muži 1 500 m                          |
| Zlato   | Geir Karlstad                                                      | Rychlobruslení       | Muži 5 000 m                          |
| Stříbro | Vegard Ulvang                                                      | Běh na lyžích        | Muži 15 km stíhací závod (volný styl) |
| Stříbro | Bjørn Dæhlie                                                       | Běh na lyžích        | Muži 30 km (klasicky)                 |
| Stříbro | Trude Dybendahl Inger Helene Nybråten Solveig Pedersen Elin Nilsen | Běh na lyžích        | Ženy štafeta 4 x 5 km                 |
| Stříbro | Knut Tore Apeland Trond Einar Elden Fred Børre Lundberg            | Severská kombinace   | Družstvo mužů                         |
| Stříbro | Ådne Søndrål                                                       | Rychlobruslení       | Muži 1 500 m                          |
| Stříbro | Johann Olav Koss                                                   | Rychlobruslení       | Muži 10 000 m                         |
| Bronz   | Jan Einar Thorsen                                                  | Alpské lyžování      | Muži super-G                          |
| Bronz   | Kjetil André Aamodt                                                | Alpské lyžování      | Muži obří slalom                      |
| Bronz   | Terje Langli                                                       | Běh na lyžích        | Muži 30 km (klasicky)                 |
| Bronz   | Stine Lise Hattestadová                                            | Akrobatické lyžování | Ženy boule                            |
| Bronz   | Geir Karlstad                                                      | Rychlobruslení       | Muži 10 000 m                         |